# Xanthomonas oryzae pv. oryzae
Pathovar
Xanthomonas oryzae pv. oryzae est l'un des deux pathovars rattachés à Xanthomonas oryzae, espèce de protéobactéries, appartenant à la famille des Xanthomonadaceae.
Cette bactérie, dont l'hôte principal est le riz (Oryza sativa), est responsable d'une des plus graves maladies du riz, appelée Flétrissement bactérien du riz (ou bactériose du riz), ou « kresek » en Asie du Sud-Est .
Elle est présente dans la plupart des régions rizicoles du monde, à l'exception du bassin méditerranéen.
Dans des conditions favorables à la maladie, les pertes de rendement peuvent atteindre 70 %.
Le génome de cette bactérie (souche MAFF 311018) a été séquencé en 2005 par une équipe japonaise. Ce génome, constitué d'un seul chromosome circulaire, a une taille de 4 940 217 pb. Sa structure se caractérise par un grand nombre de gènes effecteurs  (avr).
Cette bactérie est considérée comme un organisme modèle pour l'analyse de l'interaction plante-pathogène car on en connaît plus de 30 races différentes par leur virulence et que 25 gènes de résistance ont été identifiés chez le riz (dont le génome a également été séquencé).

## Synonymes
- Pseudomonas oryzae,
- Xanthomonas itoana,
- Xanthomonas kresek,
- Xanthomonas oryzae,
- Xanthomonas translucens f.sp. oryzae
- Xanthomonas campestris pathovar oryzae (Ishiyama 1922) Dye 1978b[3],[4].

## Gamme d'hôtes
Outre le riz cultivé, Xanthomonas campestris pathovar oryzae admet comme plantes hôtes diverses espèces de Poaceae (Graminées) et de Cyperaceae (Carex).
Parmi les Poaceae, figurent notamment : Cenchrus ciliaris (cenchrus de Rhodésie), Cynodon dactylon (chiendent pied de poule), Echinochloa crus-galli (panic pied-de-coq), Leersia hexandra, Leersia japonica, Leersia oryzoides (leersie faux-riz), Leersia sayanuka, Leptochloa chinensis, Leptochloa panicea, Oryza sp. (espèces du genre Oryza, en particulier Oryza rufipogon et Oryza australiensis en Australie), Panicum maximum (herbe de Guinée), Paspalum scrobiculatum (herbe à épée), Urochloa mutica (herbe de Para), Zizania aquatica (riz sauvage), Zizania palustris (riz sauvage) et Zoysia japonica (zoysia du Japon) ;
et parmi les Cyperaceae : Cyperus difformis (souchet à petites fleurs), Cyperus rotundus (souchet officinal),.
Leersia sayanuka est au Japon l'hôte le plus important car cette espèce assure la survie de la bactérie pendant l'hiver et se rencontre communément dans les zones où la maladie est endémique.